# Бабичев, Роман Данилович
Роман Данилович Ба́бичев (род. 12 марта 1957, Прокопьевск) — российский коллекционер и популяризатор русского искусства XX века.

## Биография
Родился в Сибири, в городе Прокопьевске Кемеровской области. Отец —  горный инженер, кандидат технических наук, мать — учитель французского и английского языков.
Школу окончил в Луганске. В Москве — с 1974 года, выпускник Московского института управления им. С.Орджоникидзе (1979). Получил профессию инженера-экономиста по организации управления производством, и работал по этой специальности, однако в конце 1990-х, по его собственным словам, «коллекционирование вытеснило основную работу». Как он позже рассказывал в интервью, до этого момента он занимал «должность заместителя генерального директора совместного с ФРГ предприятия и не предполагал, что на искусстве можно зарабатывать, инвестируя в него».
Почетный член РАХ, член Ассоциации искусствоведов (АИС). При этом в области искусства является автодидактом.
В 2017 году вошёл в рейтинг «Артгида» Топ-50 самых влиятельных фигур в российском искусстве.
Член Секции критики и искусствоведения Московского Союза художников. Эксперт Ассоциации «Международная конфедерация коллекционеров, антикваров и арт-дилеров» по творчеству художников объединений: ОСТ, «Тринадцать», «Круг художников».

## Коллекция
Коллекционировать искусство Бабичев начал в 1992 году. Первые приобретённые им работы — произведения Ростислава Барто.
К 2020 году его собрание — «одна из самых значительных российских частных коллекций».
В коллекцию Бабичева входит свыше 5 тыс. работ более чем 400 авторов, включая произведения Аристарха Лентулова, Владимира Лебедева, Павла Кузнецова, Анатолия Микули, Ивана Ефимова, Веры Ермолаевой, Константина Рождественского, Эдуарда Криммера, Сергея Коненкова, Паоло Трубецкого, Анны Голубкиной, Василия Ватагина, Степана Эрзи, Ивана Ефимова, Сарры Лебедевой, Бориса Королева, Александра Русакова, Владимира Гринберга, Александра Ведерникова, Татьяны Купервассер, Георгия Рублева, Федора Платова и многих других. Он владеет большим количеством работ представителей ленинградской школы, причем, по мнению экспертов, это «наиболее репрезентативная и крупная из опубликованных частных коллекций ленинградской живописи первой половины XX века». По словам коллекционера, «основной блок собрания состоит из произведений художников андеграунда 1930-х годов, не принявших соцреализм, отказавшихся встраиваться в мейнстрим, работавших для чистого искусства, — Шевченко, Барто, Истомина, Фонвизина, Тышлера, Лабаса, Удальцовой, Ермиловой-Платовой, Нины Нисс-Гольдман и других.». При этом глобально коллекция охватывает 1900—1980-е годы.
Сам Бабичев говорит: «Меня больше всего интересует отражение мирового художественного процесса XX века с его экспрессионизмом, футуризмом, сюрреализмом, метафизикой и др. в зеркале русского искусства». Критики отмечают огромный размер коллекции и её качество: «редкая выставка советского искусства последних лет обходилась без работ из его собрания, и всем вроде бы хорошо известно, что коллекция эта велика и обильна», её сравнивают со знаменитым собранием в Нукусе — «словно бы Роман Бабичев подобрал все то, что не успел увезти в Каракалпакию Игорь Савицкий». В его коллекции — «множество неизвестных или не самых известных имен художников так называемого „третьего ряда“. Нет абстракции и торжествует изобразительность, но изобразительность изысканная, выучившая уроки французского на отлично, то есть отсутствует авангард в строгом смысле слова, и точно так же отсутствует кондовый соцреализм». Абстрактные работы в собрании появляются в части, относящейся ко 2-й пол. XX века, представленные такими именами, как Юрий Злотников, Валерий Юрлов, Владимир Андреенков и др.
Отдельный раздел коллекции — произведения советских скульпторов. Стадии сложения своей коллекции он характеризует так: «Мое собирательство можно условно разделить на четыре этапа: с 1992 по 1996 год — московская школа живописи, включая начало XX века; с 1996 по 2001 год — ленинградское довоенное искусство; затем — скульптура. (…) И последний этап — коллекционирование искусства второй половины XX века».
Одним из важнейших аспектов своей деятельности Бабичев считает популяризацию: «предоставление отдельных работ на тематические выставки, устройство выставок собрания, публикация произведений в печатных изданиях. Научное исследование собрания на предмет его уникальности и новизны, публикация статей, издание каталога».
Бабичеву, наряду с другими коллекционерами и музеями, в 2000-е годы удалось привлечь внимание к целому пласту художников, таких как Владимир Лебедев, Александр Русаков, Владимир Гринберг, Александр Ведерников, Николай Лапшин, Вячеслав Пакулин, и показать отдельное явление в отечественном искусстве,  он помог обратить внимание на «ленинградских маркистов».
Несмотря на то, что коллекция Бабичева не имеет выставочного помещения, он обеспечивает доступ к ней специалистам и студентам, а также занимается её популяризацией. Как рассказывает Бабичев в интервью: «Я должен дать искусствоведам, студентам художественных вузов, коллекционерам, любителям искусства информацию о работах, которые находятся в моем собрании: их изображение и полное научное описание. Я максимально подробно это сделал. В Третьяковскую галерею и её сотрудникам я передал 10 комплектов каталогов [собрания], столько же — в Русский музей, экземпляры есть в Эрмитаже, Российской государственной библиотеке, Академии художеств, многих областных музеях и даже в Центре Помпиду, Tate Modern и музее Фрика».
В 2017 году искусствовед  Валентин Дьяконов предложил название «Модернизм без манифеста» для серии книг каталога-резоне коллекции Бабичева (см. ниже), которое стало также названием одноимённых выставки, информационного портала и страницы в фейсбуке, т.е. объединило их в единый проект, посвящённый собранию русского искусства XX века.
В 2017—2018 годах двухчастная выставка собрания Бабичева под названием «Модернизм без манифеста» в ММСИ (см. ниже) заявила, по словам кураторов, «новое слово в дискуссии о проблеме модернизма в советском искусстве», с чем согласны эксперты.
Сайт «Модернизм без манифеста» (babichevcollection.com) содержит информацию о структуре и составе собрания, краткие биографии представленных авторов, а также изображения значительной части произведений, в него входящих.

## Издания
По информации на 2017 год, готовил каталог-резоне собственной коллекции. В последующие годы это было осуществлено в виде серии «Модернизм без манифеста», высоко оцененной арт-критиками и вошедшей в 2022 году в лонг-лист X Премии The Art Newspaper Russia:
1. Русское искусство конца XIX — начала XX века / Собрание Романа Бабичева: В 5 тт. Т. 1. М., 2021. 472 с., ил. — (Модернизм без манифеста). Составители — Роман Бабичев, Ольга Давыдова, авторы текстов — Ольга Давыдова, Мария Силина. Всего 508 работ[18].
2. Русское искусство. 1920—1950 / Собрание Романа Бабичева: В 5 тт. Т. 2. М., 2017. 652 с., ил. — (Модернизм без манифеста). Составитель — Роман Бабичев,  авторы текстов — Надежда Плунгян, Александра Селиванова, Мария Силина[8] . В томе представлено творчество в основном московских художников и скульпторов 1920–1950-х годов — всего 1067 работ.
3. Русское искусство. 1920—1950. Ленинград / Собрание Романа Бабичева: В 5 тт. Т. 3. М., 2018. 556 с., ил. — (Модернизм без манифеста). Составитель — Роман Бабичев,  авторы текстов — Надежда Плунгян и Мария Силина. В томе представлены живопись, графика, скульптура ленинградских мастеров 1920—1950-х годов — всего 813 работ[9].
4. Александр Ведерников (1898—1975) / Собрание Романа Бабичева: В 5 тт. Т. 4. М., 2017. 440 с., ил. — (Модернизм без манифеста)[9] . Составитель — Роман Бабичев,  автор текста — Александра Струкова. Всего 823 работы.
5. (Готовится к печати) Русское искусство. 1953—2010-е. Составитель — Роман Бабичев,  авторы текстов — Валентин Дьяконов, Надежда Плунгян.
6. Оп-арт Александра Григорьева / Собрание Романа Бабичева. М., 2023. 136 с., ил. — (Модернизм без манифеста). Составитель — Роман Бабичев,  авторы текстов —Мария Доронина, Анастасия Тимофеенко. Всего 253 работы[19].

В 2020 году Бабичев объявил, что вместе  искусствоведами Козыревой Наталией Михайловной (заведующая отделом рисунка Государственного Русского Музея, кандидат искусствоведения) и Любимовой Алисой Борисовной (ведущий научный сотрудник и хранитель отдела живописи первой половины XX века Государственного Русского Музея) создали авторский коллектив для подготовки к изданию каталога-резоне живописных произведений Владимира Лебедева.

## Выставки работ из собрания
Работы из коллекции Романа Бабичева участвовали более чем в ста выставках, из них самые главные:
- «В круге Малевича» (ГРМ, 2000; ГТГ, 2001)
- «„На берегах Невы“. Живопись и графика ленинградских художников 1920—1930-х годов из московских частных коллекций» (ГМИИ им. Пушкина, 2001)[21]
- «Мастера Союза русских художников. К 100-летию объединения. Живопись и графика из собрания ГМИИ им. А. С. Пушкина и частных коллекций Москвы» ( ГМИИ им. Пушкина, 2003)
- «Объединение „Круг художников“» (ГРМ, 2007) — представлено 47 работ
- «„Борьба за знамя“. Советское искусство между Троцким и Сталиным. 1926—1936» (Новый Манеж, 2008)
- «Квартира-музей» (ГМИИ им. Пушкина, 2014)[22][23]
- "Rouge. Art et utopie au pays des Soviets" ("Красный. Искусство и утопия в Стране Советов 1917-1953") (Гран-Пале, Париж, 2019), организатор - Центр Помпиду совместно с российскими музеями

Персонально коллекцию Бабичева представил Музей современного искусства в двухчастном проекте "Модернизм без манифеста"  (кураторы Роман Бабичев, Валентин Дьяконов, Надежда Плунгян, Мария Силина, Ольга Давыдова, Александра Селиванова, Александра Струкова), где было показано порядка 520 работ за 4 месяца:
1. «Модернизм без манифеста. Собрание Романа Бабичева» (часть 1), ММСИ на Петровке, 2017[13] . По сути, дайджест собрания Бабичева, представлявший наиболее важные произведения русского искусства от символизма начала XX века до 1980-х годов[9]
2. «Модернизм без манифеста. Собрание Романа Бабичева» (часть 2). ММСИ на Петровке, 2017—2018. Экспозиция была посвящена ленинградской школе 1920—1950-х годов.[9][10][24]

С февраля по июнь 2023 года в Музее современного искусства прошла выставка работ Александра Григорьева из собрания Романа Бабичева:
- «Александр Григорьев. О прозрачности: оптические среды. Собрание Романа Бабичева». К выставке было подготовлено издание «Оп-арт Александра Григорьева», ставшее 6 томом каталога-резоне собрания.